# Derrière les apparences
Pour les articles homonymes, voir Veuve noire (homonymie).
Derrière les apparences (Black Widow) est un téléfilm américain réalisé par Armand Mastroianni, diffusé le 17 mai 2008 sur Lifetime.
Il s'agit du remake du film La Veuve noire (Black Widow) réalisé par Bob Rafelson et sorti en 1987.

## Synopsis
Mel, reporter photographe pour le Los Angeles Post, trouve suspecte la rapidité avec laquelle son ami Danny tombe sous le charme d'Olivia et enquête sur cette dernière avec l'aide de son assistante Fin, découvrant à cette occasion qu'Olivia était une manipulatrice dont plusieurs maris étaient morts.
Mel se décide alors à sauver son ami.

## Fiche technique
- Titre diffusion télé : Dark Beauty
- Titre original : Black Widow
- Réalisation : Armand Mastroianni
- Scénario : Riley Weston (en), d'après une histoire de Jeremy Bernstein et Riley Weston
- Photographie : Mark Mervis
- Musique : Zack Ryan
- Société de production : Grand Army Entertainment, Larry Levinson Productions et RHI Entertainment
- Durée : 85 minutes

## Distribution
- Elizabeth Berkley (VF : Barbara Tissier) : Olivia Whitfield / Grace Miller[1]
- Alicia Coppola : Mel[1]
- Randall Batinkoff (VF : Stéphane Pouplard) : Danny[1]
- Adriana DeMeo (en) (VF : Chantal Macé) : Fin
- Barbara Niven : Tiffany Collins
- Tembi Locke : Jill[1]
- Joel Anderson : Cooper
- Brady Smith (en) : Lucas Miller[1]
- Jeremy Howard : Henry
- Steve Monroe : Marty
- Carla Jimenez (en) : Rosa
- Marvin Rouillard : Dr Marvin